# Flugplatz Prag-Letňany

i8
i11
i13
Der Flugplatz Prag-Letňany (tschechisch Letiště Praha Letňany, ICAO-Code: LKLT) ist ein öffentlicher innerstaatlicher und nichtöffentlicher internationaler Flugplatz. Er liegt im Verwaltungsbezirk Prag 18 im Katasterbezirk Letňany und grenzt im Osten an Prag 19 (Kbely). Nachdem seine Existenz lange ungesichert war, erwarb ihn im Dezember 2007 eine britische Investment-Gesellschaft, die den Flugplatz auch weiterhin für die allgemeine Luftfahrt betreiben will. Gelegentlich finden hier Open-Air-Veranstaltungen statt. Es handelt sich um den einzigen Flugplatz in Prag, der mit der Metro erreichbar ist. Das Flugplatzgelände ist wegen einer Kolonie des Europäischen Ziesels zum Nationalen Naturdenkmal erklärt worden.

## Geschichte
Der Flugplatz wurde 1925 gegründet; gleichzeitig zogen die staatlichen Flugzeugwerke Letov vom nahen Militärflugplatz Prag-Kbely nach Letňany um. 1927 entstand hier eine Militär-Flugschule der Tschechoslowakischen Armee und der Flugplatz wurde zu einem Zentrum der Flugforschung für die Tschechoslowakei und weitere europäische Länder. Alle neu entwickelten tschechoslowakischen Flugzeuge wurden hier getestet, und auch andere Länder, zum Beispiel die Türkei, nutzten den Flugplatz für Erstflüge. Im Jahr 1931 zog (ebenfalls aus Kbely) der Flugzeughersteller Aero hierher, und als letztes folgte Praga, die Flugzeugsparte des Konzerns ČKD. Drei von sieben tschechoslowakischen Flugzeugherstellern arbeiteten damit am Flugplatz Letňany. Im benachbarten Čakovice betrieb Avia ein Werk, und in Kbely war der größte Militär- und (bis zur Gründung des Flughafens Ruzyně) auch der größte Zivilflughafen des Landes.
Zum Niedergang kam es nach der kommunistischen Machtübernahme (Februarumsturz) im Jahr 1948. ČKD und Letov beendeten die Produktion und Aero verlagerte den Hauptstandort nach Vodochody. In den 1960er Jahren beendete Avia die Produktion in Čakovice; der dortige Flugplatz wurde geschlossen. Lediglich das Forschungs- und Testfluginstitut verblieb am Standort Letňany und die Sportflieger des Svazarm (Verband zur Unterstützung der Armee) kamen hinzu. Am Ende der 1960er Jahre wurde beim Bau der Siedlung Prosek die Start- und Landebahn deutlich verkürzt. Bis 1989 wurde der Flugplatz immer weniger zu Forschungs- und Testflügen genutzt und der Sportflugverkehr nahm zu. In den 1980er Jahren wurde der Staatsbetrieb ČKD neuer Eigentümer, der nach Vorbild von Škoda eine betriebseigene Fluglinie einrichten wollte. Diese Pläne wurden 1989, dem Jahr der samtenen Revolution, aufgegeben.
Mitte der 1990er Jahre, nach der Insolvenz der ČKD-Holding, drohte die Schließung. Ende 2007 erwarb eine britische Investment-Gesellschaft den Flugplatz. Seit dem 1. November 2009 ist die Gesellschaft Gemini PORT a.s. aus Hradec Králové neuer Betreiber. Sie löste den bisherigen Betreiber Aeroklub Praha Letňany ab.

## Infrastruktur, Erreichbarkeit, Natur und Nutzung
Es sind zwei parallele Start- und Landebahnen sowie ein Hubschrauberlandeplatz im Betrieb. Neben der allgemeinen Luftfahrt gibt es hier Flugschulen, einen Platz für Modellflugzeuge, eine Rennbahn für Modellautomobile und einen Golfplatz.
Die Metrolinie C endet am Flugplatz (U-Bahnhof Letňany).
2005 wurde das Flugplatzgelände wegen der größten Population des Europäischen Ziesels in Tschechien zum Nationalen Naturreservat erklärt (siehe auch Liste der Naturschutzgebiete in Prag#Nationale Naturdenkmäler). Etwa 400 bis 500 Tiere leben hier. Der kritisch bedrohte Ziesel wurde 2005 noch an 26 Orten in Tschechien nachgewiesen. Die meisten von ihnen sind Kulturflächen, die regelmäßig gemäht werden, wie Sportflugplätze, Golfplätze und Gartenkolonien.
Der Flugplatz wird für Freiluftkonzerte genutzt; 2017 spielte beispielsweise Robbie Williams hier ein Konzert und 2018 spielten dort die Rolling Stones im Rahmen ihrer No Filter Tour, 2019 Metallica. 2022 und 2024 fanden hier Konzerte der Band Rammstein statt.